# Meridià 110 a l'oest
El meridià 110 a l'oest de Greenwich és una línia de longitud que s'estén des del pol Nord travessant l'oceà Àrtic, Amèrica del Nord, el Golf de Mèxic, l'oceà Pacífic, l'oceà Antàrtic, i l'Antàrtida fins al pol Sud.
El meridià 110 a l'oest forma un cercle màxim amb el meridià 70 a l'est. Com tots els altres meridians, la seva longitud correspon a una semicircumferència terrestre, uns 20.003,932 km. Al nivell de l'Equador, és a una distància del meridià de Greenwich de 12.245 km.

Al Canadà, el meridià 110 a l'oest defineix part de la frontera entre els Territoris del Nord-oest i Nunavut, i defineix aproximadament la frontera entre Alberta i Saskatchewan.

A Canadà, el meridià forma la frontera entre Nunavut i Territoris del Nord-oest al nord del Paral·lel 70° nord. Originàriament, el meridià 110 a l'oest era considerat el Quart Meridià per a la Dominion Land Survey, però a causa dels mètodes impermeables d'estudi de l'època, el meridià es va situar a uns pocs centenars de metres a l'oest d'aquesta longitud. El Quart Meridià ha estat tota la frontera entre Alberta i Saskatchewan des de 1905.
Als Estats Units, el meridià va formar la frontera occidental de l'històric i extralegal Territori de Jefferson.

## De Pol a Pol
Començant en el pol Nord i dirigint-se cap al pol Sud, aquest meridià travessa:
| Coordenades                               | País, territori o mar | Notes |
| ----------------------------------------- | --------------------- | --- |
| 90° 0′ N, 110° 0′ O / 90.000°N,110.000°O  | Oceà Àrtic            | |
| 78° 41′ N, 110° 0′ O / 78.683°N,110.000°O | Canadà                | Frontera Territoris del Nord-oest / Nunavut — Illa de Borden |
| 78° 19′ N, 110° 0′ O / 78.317°N,110.000°O | Estret de Wilkins     | |
| 78° 7′ N, 110° 0′ O / 78.117°N,110.000°O  | Canadà                | Frontera Territoris del Nord-oest / Nunavut — Illa de Mackenzie King |
| 77° 55′ N, 110° 0′ O / 77.917°N,110.000°O | Cos d'aigua sense nom | |
| 76° 28′ N, 110° 0′ O / 76.467°N,110.000°O | Canadà                | Frontera Territoris del Nord-oest / Nunavut — illa de Melville |
| 76° 14′ N, 110° 0′ O / 76.233°N,110.000°O | Badia d'Eldridge      | |
| 75° 54′ N, 110° 0′ O / 75.900°N,110.000°O | Canadà                | Frontera Territoris del Nord-oest / Nunavut — Illa de Melville (uns 2 km) |
| 75° 53′ N, 110° 0′ O / 75.883°N,110.000°O | Badia de Sabine       | |
| 75° 33′ N, 110° 0′ O / 75.550°N,110.000°O | Canadà                | Frontera Territoris del Nord-oest / Nunavut — Illa de Melville |
| 74° 50′ N, 110° 0′ O / 74.833°N,110.000°O | Canal de Parry        | Canal del Vescomte Melville |
| 72° 59′ N, 110° 0′ O / 72.983°N,110.000°O | Canadà                | Frontera Territoris del Nord-oest / Nunavut — Illa Victòria Nunavut — des de 70° 0′ N, 110° 0′ O / 70.000°N,110.000°O a l'Illa Victòria |
| 68° 37′ N, 110° 0′ O / 68.617°N,110.000°O | Golf de la Coronació  | |
| 68° 6′ N, 110° 0′ O / 68.100°N,110.000°O  | Canadà                | Nunavut — Illes Jameson i el continent Territoris del Nord-oest — des de 65° 10′ N, 110° 0′ O / 65.167°N,110.000°O, travessa el Gran Llac de l'Esclau Saskatchewan — des de 60° 0′ N, 110° 0′ O / 60.000°N,110.000°O, travessa el Llac Athabasca, uns 400m a l'est de la frontera amb Alberta |
| 49° 0′ N, 110° 0′ O / 49.000°N,110.000°O  | Estats Units          | Montana Wyoming — des de 45° 1′ N, 110° 0′ O / 45.017°N,110.000°O Utah — des de 41° 1′ N, 110° 0′ O / 41.017°N,110.000°O Arizona — des de 37° 0′ N, 110° 0′ O / 37.000°N,110.000°O |
| 31° 20′ N, 110° 0′ O / 31.333°N,110.000°O | Mèxic                 | Sonora — passa a l'oest de Ciudad Obregón a 27° 29′ N, 109° 56′ O / 27.483°N,109.933°O |
| 27° 4′ N, 110° 0′ O / 27.067°N,110.000°O  | Golf de Califòrnia    | |
| 24° 8′ N, 110° 0′ O / 24.133°N,110.000°O  | Mèxic                 | Baixa Califòrnia Sud |
| 22° 53′ N, 110° 0′ O / 22.883°N,110.000°O | Oceà Pacífic          | |
| 60° 0′ S, 110° 0′ O / 60.000°S,110.000°O  | Oceà Antàrtic         | |
| 74° 27′ S, 110° 0′ O / 74.450°S,110.000°O | Antàrtida             | Territori no reclamat |